# Die Hand der Jezerte
Die Hand der Jezerte ist der Titel eines 1853 veröffentlichten Märchens von Eduard Mörike. Erzählt wird eine Eifersuchts-Intrigengeschichte am Fürstenhof mit der Marmorstatue der toten Geliebten des Königs im Zentrum des Geschehens. Über die Bedeutung des Märchens für das Werk des Autors gibt es kontroverse Meinungen.

## Inhalt
Skulptur Jezertes
Die Geschichte beginnt im blühenden Garten des Königs Athmas. Die Blumen warten auf die schöne Tochter des Gärtners Jezerte, die täglich im Frühlicht zum Quell geht, um ihre Haare zu waschen. König Athmas ist dem Mädchen eines Morgens begegnet, hat sich in sie verliebt, sie als seine Geliebte in sein Haus geholt und ihr kostbare Gewänder geschenkt. Wegen ihrer Liebenswürdigkeit und ihres Mitleids mit den Armen wird sie von der königlichen Familie geehrt.
Übers Jahr wird Jezerte krank und stirbt. Der König errichtet für sie über der Quelle einen Tempel mit einer von einem griechischen Bildhauer nach ihrem Bild gefertigten Marmorskulptur, das er monatlich zum Trauern besucht.
Naïras Eifersucht
Dieser Kult erregt die Eifersucht Naïras, der anderen Geliebten des Königs, und diese plant die Zerstörung der Figur. Dazu benutzt sie den in sie verliebten königlichen Diener Jedanja. Sie sagt ihm, sie bewundere die Skulptur, und da sie den Tempel nicht betreten dürfe, möchte sie wenigsten einen Teil sehen und zwar die von den Leuten gerühmte Hand. Wenn er sie ihr bringe, sei dies ein Beweis seiner Treue zu ihr und sie werde ihn mit ihrer Gunst belohnen.
Jedanja schleicht sich nachts zum Grabmal, bricht eine Hand, „hart über dem Gelenke“ ab und eilt mit der Beute zum Palast zurück. Als er glaubt, ein Wächter komme ihm entgegen, wirft er aus Angst vor Entdeckung die Hand über die Gartenmauer. Doch er hat sich geirrt und sucht die ganze Nacht vergeblich nach der Hand.
Am nächsten Morgen entdeckt Athmas bei seinem Spaziergang zufällig die Hand. Er ruft alle Diener zusammen und befragt sie. Einige sagen aus, Jedanja in der Dämmerung im Garten gesehen zu haben. Daraufhin wird er verhaftet.
Die Intrige
Naïra ruft Jedanjas Bruder Maani zu sich und verspricht ihre Hilfe, wenn er nachts mit einem Pfeil eine Botschaft durch das Gitterfenster in die Zelle des Gefangenen schieße. Jedanja solle vor dem König aussagen, er hätte mit Jezerte ein Liebesverhältnis gehabt und habe aus Schmerz über ihren Tod „im blinden Wahn die Übeltat verübt“. Jedanja macht aber listig nicht sofort diese Aussage, sondern weigert sich, trotz Folter, drei Tage lang, den Grund seiner Tat zu nennen. Dann erfüllt er Naïras Auftrag. Athmas ist über die Nachricht schockiert, denn Jezerta hat ihm geschworen, sie habe vor ihm noch keinen Liebhaber gehabt. Naïra versucht seine Verärgerung über Jezerte unter dem Vorwand, ihn zu trösten, zu verstärken, sie erregt jedoch dadurch sein Misstrauen, ob sie in die Sachen verwickelt sei.
Das Zeichen
Der König lässt die Hand mit einer goldenen Spange am Arm der Statue befestigen und will sie im Meer versenken lassen, damit sich im Mondschein „die holde[n] Geister in der Tiefe“ und die Fischer im Mondschein über „dies Trugbild“ erfreuen. Am reparierten Denkmal bittet er Gott um ein Zeichen, wenn die Gärtnerin ihm die Wahrheit gesagt hat. Gleich darauf ist der Raum mit einem süßen Veilchenduft erfüllt, „als hätte Jehertes Hand von jenem Gartenbeet allen Wohlgeruch an sich genommen und jetzo von sich gelassen mit eins.“
Der Fluch
Als Naïra merkt, dass sie ihr Ziel nicht erreicht hat, tobt sie und stößt Verwünschungen aus. Nachdem ihre rechte Hand über Nacht schwarz wie Leder geworden ist, lässt sie ihre Kleider und ihren Schmuck zusammenpacken und bereitet für die Nacht ihre Flucht ins Ausland vor. Doch der König belauscht sie hinter einer Geheimtür und erfährt ihren Plan. Er verbannt sie an einen „wüsten Ort“ und beauftragt seinen Vetter Eldad mit der Ausführung der Anordnung. Jedanja soll wieder eingekerkert werden.
Die Verbannung
Als Naïra erfährt, dass Eldad, mit dem sei einen gegenseitigen Hass verbindet, sie auf eine unbewohnte Felseninsel vor der Küste aussetzen will, was ihren baldigen Hungertod bedeutet, bittet sie darum, ihre Hand in Jezertes Quelle eintauchen zu dürfen, damit die Rivalin ihr vergebe und die Hand heile. Doch dieser Wunsch wird ihr nicht gewährt. Man bringt sie mit Proviant für fünf Tage auf die Insel. Auf der Heimfahrt entdecken die Ruderknechte, als sie zurückschauen, neben der am Ufer sitzenden Naïra eine andere Frauengestalt im weißen Gewändern, die sie für einen Geist halten.
Die Versöhnung
Jedanja erfährt vom Befehl des Königs und versteckt sich. Mit seinen Brüdern segelt er nachts zur Insel, um Naïra zu befreien. Er findet sie mit zwei weißen Händen tot unter einem Palmbaum. Jedanja berichtet dem König von den Ereignissen. Dieser ist darüber bestürzt, jagt seinen Vetter vom Hof und lässt auf der Insel einen Garten anlegen mit einem Grabmal für Naïra in der Mitte.

## Entstehungs- und Publikationsgeschichte
- In der ersten, scherzhaft als Übersetzung eines Märchens Pius II. aus dem Lateinischen ausgegebenen, handschriftlich im Mai 1841 an W. Hartlaub geschickten Fassung heißt die Titelfigur „Arete“ und die Geschichte endet mit der Begnadigung des Jünglings und mit der Bestrafung Naïras, die als Bettlerin des Landes verwiesen wird, nachdem man ihr eine Hand abgeschlagen hat.
- 1853 erschien das Märchen unter dem neuen Titel im „Kunst- und Unterhaltungsblatt für Stadt und Land“ im Verlag der literarisch artistischen Anstalt Stuttgart (Hrsg. Sigmund Sax), 2. Jg., S. 39–42.
- 1856 wurde Die Hand der Jezerte erneut zusammen mit Der Schatz, Die Regenbrüder, Lucie Gelmeroth und Der Bauer und sein Sohn im Sammelband Vier Erzählungen bei E. Schweizerbart in Stuttgart veröffentlicht.[4]

## Rezeption
In der Literaturkritik wird über die Einordnung Mörikes kontrovers diskutiert: Klassiker-Epigone, Spätromantiker, Repräsentant des Biedermeier und der Schwäbischen Dichterschule, und diese Positionen findet man auch bei den Märchen. Das Eigene und „Unwägbare“ sei es jedoch, das über die Zuordnung zu einer bestimmten und bestimmbaren Richtung hinaus unaustauschbar und unverwechselbar Mörike ist.
Die Hand der Jezerte wurde in der Rezeption als Einzelwerk wenig beachtet und meist nur in Verbindung mit anderen Mörike-Texten sprachlich untersucht.
- Für Mörikes Gesamtbild spricht z. B. Hensius dem Märchen jede Bedeutung ab.[6]
- Engel erwähnt den „eigenen Stil“ des „schaurige[n] Märchen[s]“, das Mörikes „Vielseitigkeit“ und die „Kraft, auch die ganz romantischen Gebilde festzuhalten“, zeige.[7]
- Trümpler widerspricht Hensius und betont die Bedeutung des Märchens für Mörikes Position zwischen Klassik und Romantik:[8] Hinter der äußerst strengen Stilisierung seien persönliche Empfindungen des Autors verborgen. Der König verkörpere wie Ulmon in Der letzte König von Orplid Mörikes Wesen. Seine Sehnsucht nach dem klassischen Ideal des goldenen Zeitalters sei am Anfang des Märchens in der Versöhnung des Elementaren, der Natur mit der klassischen Ordnung gegeben. Doch bleibe nach dem Tod der Geliebten nur ihre Plastik erhalten. Unter dem Vorwand, die Schönheit des Ganzen an einem Teil, der Hand, bewundern zu wollen, werde von der eifersüchtigen Rivalin die Einheit zerstört. Der Autor kritisiere mit dieser Aktion die „romantische Anmaßung mit einem Teil, mit einem Fragment, das Ganze“ zu erkennen und damit „eine progressive Universalpoesie“ zu leisten „Diese Anmaßung [sei] Mörike im Innersten zuwider.“ Mit dem Veilchenduft zeige jedoch noch der starre Marmor seine Verbindung mit der Natur. Dies symbolisiere „Mörikes Weg zum Klassizismus“: Der Dichter habe sich dem „verderblichen Einfluss der Romantik entzogen“, aber er finde nicht zur Klassik zurück und wende sich einer „diminuierten Klassik zu, dem Klassizismus, die den Bruch der Einheit mit einem Goldband verberge, so dass die Wunde kaum wahrnehmbar sei.“[9]

## Adaptionen
Lesung
- Eduard Mörike Erzählungen 1: Der Bauer und sein Sohn, Die Hand der Jezerte, Geschichte von der silbernen Kugel oder der Kupferschmied von Rothenburg. Sprecher: Friedrich Frieden. Lilyla Hörbuch Editionen Audio, 2017.
- Eduard Mörike: Die Hand der Jezerte.[10]

Illustration
- Eduard Mörike: Die Hand der Jezerte mit Steinzeichnungen von Franz Joseph Huber. Drei Masken Verlag München, 1921.